# (9841) Mašek
(9841) Mašek, désignation internationale (9841) Masek, est un astéroïde de la ceinture principale.

## Description
(9841) Masek est un astéroïde de la ceinture principale. Il fut découvert le 18 octobre 1988 à l'Observatoire Kleť par Zdeňka Vávrová. Il présente une orbite caractérisée par un demi-grand axe de 2,19 UA, une excentricité de 0,16 et une inclinaison de 2,2° par rapport à l'écliptique.

## Compléments